# Glacera de Zmutt
La glacera de Zmutt (Zmuttgletscher en alemany) es troba als Alps Penins, al sud-oest de Zermatt al cantó del Valais, a Suïssa. S'estén vuit quilòmetres de llarg per una amplada d'un quilòmetre. Les glaceres relacionats cobreixen una àrea de 17 km². Agafa el nom del llogaret de Zmutt situat una mica més amunt de Zermatt.

## Geografia

### Característiques físiques
La glacera de Zmutt parteix del Stockji (3.092 m) gràcies a la unió de tres glaceres d'alta muntanya: la glacera Stockji, la glacera Schönbiel i la glacera Tiefmatten. Aquesta última constitueix la principal glacera del sistema, prové del flanc occidental del Cerví i del flanc nord de la Dent d'Hérens. La glacera Schönbiel parteix del vessant sud de la Dent Blanche i es dirigeix cap al sud, al llarg de la paret del Wandfluh. La tercera glacera afluent, la glacera Stockji, comença a la Tête de Valpelline (3.799 m), un cim cobert de geleres. Després segueix una trajectòria nord-est i es divideix en dos braços, un dels quals s'uneix amb la glacera Schönbiel i l'altre amb la glacera Tiefmatten. El Stockji és un nunatak, un cim que s'eleva al centre de l'extensió de gel i marca la sortida de la glacera Zmutt després de la unió de les tres glaceres tributàries.
La glacera de Zmutt flueix a la vall oberta cap a l'est. És envoltada al sud pel Cerví i al nord pel Ober Gabelhorn. La part inferior de la glacera és recoberta de resta rocosa i de morrenes. La llengua glacial desemboca a una altitud d'aproximadament 2.240 metres. El torrent Zmuttbach s'escapa d'alguns petits llacs glacials a la zona antigament ocupada pel gel. Les seves aigües són captades en una retinguda artificial a una altitud de 1973 m. Una part de l'aigua és igualment desviada via galeries per alimentar l'embassament de la Grande-Dixence situat a diverses desenes de quilòmetres d'allà. El torrent arriba a continuació a la Gornera.
Des de la fi de la Petita Edat de Gel al segle xix, la glacera ha retrocedit aproximadament dos quilòmetres.

Evolució de la glacera en metres En verd, les diferències de longitud acumulades En roig, les variacions de longitud anuals